# Unió Sindical Obrera de Catalunya
La Unió Sindical Obrera de Catalunya (USOC) és l'organització federal de la Unió Sindical Obrera a Catalunya, que reafirma l'autonomia sindical, el pluralisme en les idees, la solidaritat confederal, i reivindica a la vegada un marc propi de relacions laborals per a Catalunya. És la tercera força sindical en representació i nombre d’afiliats. El sindicalisme autònom i independent que defensen està implantat en tots els territoris i sectors productius de Catalunya.
La USOC aposta per un model sindical basat en la participació dels treballadors a la presa de decisions i el desenvolupament del sindicalisme als centres de treball. La seva cultura sindical és el resultat d’una pràctica basada en la discussió, l’acció i la negociació per avançar en la defensa dels drets dels treballadors i treballadores.
El sindicat ha crescut a partir d’aquestes premisses i avui dia té implantació a tota Catalunya, on progressa el model de sindicalisme que defensa. Un sindicalisme que, al segle XXI, ha superat els seus inicis industrials per esdevenir també de serveis i multisectorial.
La USOC dedica bona part dels seus recursos, finançats amb les quotes dels afiliats i afiliades, a oferir diversitat de serveis sindicals: assessoria jurídica, laboral, assegurances, etc. La voluntat de la USOC és donar un millor servei a tots els treballadors.

## Història
El sindicat va fundar-se l'any 1966, a partir de joves treballadors i treballadores de Catalunya que no havien patit la tragèdia de la guerra civil, amb l'objectiu d'omplir el buit creat per la desaparició violenta de les centrals sindicals tradicionals que a Catalunya van tenir molta força. Amb l’aprovació de la carta fundacional, va crear-se definitivament la Unió Sindical Obrera.
La Unió Sindical Obrera participà activament en les lluites reivindicatives de les empreses, dels sectors i dels moviments socials que treballaven per l'adveniment de la democràcia, contribuint a reconstruir el moviment sindical organitzat sobre la base de la independència i l'autonomia sindical. Durant el tardofranquisme, la Unió Sindical Obrera va esdevenir un moviment sindical potent, present activament en multitud d’empreses d’arreu del país i va desenvolupar un paper actiu per a trobar una sortida política per al futur de l’Estat Espanyol.
També en aquells temps, sobre la base de la voluntat unitària que l’USO sempre ha tingut present, es van articular accions sindicals puntuals amb diverses organitzacions sindicals clandestines, entre elles la Solidaritat d’obrers de Catalunya (SOC). Fins i tot, a nivell de l’Estat espanyol, es va fundar la Coordinadora d’Organitzacions Sindicals (COS).
A partir de la seva legalització l'any 1977, s'ha anat reafirmant com a alternativa sindical, independent, autònoma, nacional i plural.
L'organització, en crisi interna per la mala situació econòmica i la caiguda dels ingressos després d'afrontar successives mesures d'ajust des de 2010, veié com en novembre de 2013 tota la cúpula directiva encapçalada per Antònia Gil Carrasco va dimitir i va prendre el relleu una gestora encapçalada per María Recuero Sánchez, que en febrer de 2015 va ser nomenada secretària general. En 2016, la directiva sortint fou acusada de desviament de 3,2 milions d'euros subvencions públiques per a formació justificades amb factures de despeses ordinàries de les seves seus i salaris en el cas Astrea En 2017 el jutjat va decretar el sobreseïment lliure i l'arxivament de la causa després de dos anys d'instrucció.
Al cicle d'eleccions sindicals de 2019 fou el tercer sindicat amb més delegats escollits a Catalunya (11.557, el 4,2%).

## Organització
La Unió Sindical Obrera de Catalunya (USOC) s'estructura, a partir dels centres de treball, segons el sector d'activitat i el territori on s'ubica. Així s'organitza per Federacions Nacionals i Unions Comarcals, que arriben arreu del país.
Estructura de funcionament
- Secció Sindical d'empresa
- Unió Comarcal
- Federació Nacional
- Unió Nacional de Catalunya

A nivell estatal es coordina a nivell sectorial amb les Federacions Estatals i territorialment amb la Confederació USO.
Les Unions agrupen els treballadors i treballadores d’una comarca o territori supracomarcal, amb la finalitat d’atendre els interessos i necessitats d’aquests en aquell àmbit, així com per a representar-los davant les institucions i altres entitats arrelades al territori.
Unions i les seves seus:
- Unió Nacional de Catalunya: Barcelona
- Unió Territorial de Baix Llobregat: Martorell
- Unió Territorial del Camp de Tarragona: Tarragona
- Unió Territorial de la Catalunya Central: Berga, Manresa, Vic
- Unió de les Comarques de Girona: Girona
- Unió Territorial del Maresme-Vallès Oriental: Granollers, Mataró
- Unió Territorial de les Terres de l’Ebre: Tortosa
- Unió Territorial del Vallès Occidental: Sabadell

## Federacions Nacionals de la USOC
- Federació d' Atenció a la Ciutadania (FACUSOC)[9]
- Federació d'Ensenyament (FEUSOC)[10]
- Federació d'Indústria (FIUSOC)
- Federació de Serveis (FSUSOC)
- Federació de Treballadors de la Seguretat Privada (FTSP)

## Òrgans de Direcció
La USOC s'estructura en tres nivells de direcció:
- Congrés Nacional: El màxim òrgan del sindicat es reuneix de forma ordinària cada 4 anys amb representació de totes les organitzacions que confirmen el sindicat. Escull la direcció nacional, aprova els Estatuts i els plans de treball.
- Consell Nacional: És el màxim òrgan entre congressos. Aplega a un centenar de representants de les Unions (Territoris) i Federacions (Sectors). Es reuneix de forma ordinària cada sis mesos.
- Comitè Nacional: És l'òrgan de direcció política del sindicat. Aplega als principals dirigents (secretaris generals) de les Unions i Federacions. Les seves reunions es convoquen bimensualment.
- Comissió Executiva Nacional: És la direcció executiva de l'organització. La conformen els Secretaris Nacionals de les diferents àrees (Secretaria General, Organització, Acció Sindical, etc.). Assumeix la gestió diària del sindicat.

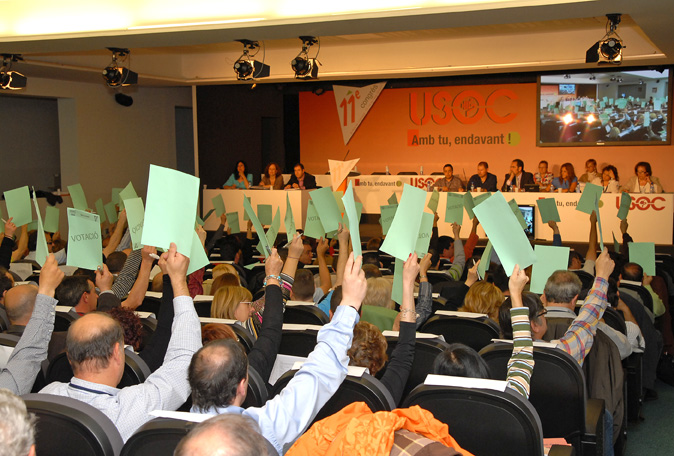
Plenari del 11 Congrés Nacional de la USOC

El 12ê Congrés Nacional que va tenir lloc el 19 i 20 de febrer de 2015, va escollir la següent Comissió Executiva Nacional:
- Secretària general: María Recuero
- Secretari d'Organització: José Paz
- Secretari d'Acció Sindical: Llorenç Villaplana
- Secretaria d'Economía: Núria Herrera
- Secretari de Formació: Juan José Delgado
- Vocal: Núria Farrus
- Vocal: José Luis Fernández

El 13è Congrés Nacional va tenir lloc el 9 i 10 de juny de 2022, després de diversos ajornaments degut a la pandèmia de la Covid-19. El Congrés va tornar a escollir María Recuero com a Secretària general.

### Secretaris Generals de la USOC
- 1966 - Julio Morera
- 1969 - Manuel Zaguirre Cano
- 1971 - Josep Maria de la Hoz i Hernando
- 1975 - 1r Congrés USO de Catalunya - Francisco Giménez
- 1987 - 6è Congrés USOC - Josep Barceló
- 1995 - 8è Congrés USOC - Jordi Sansalvador Garrido
- 2002 - 9è Congrés USOC - Antònia Gil Carrasco
- 2015 - 12è Congrés USOC - María Recuero Sánchez
- 2022 - 13è Congrés USOC - María Recuero Sánchez